# Piquiatuba Transportes Aéreos
Piquiatuba Transportes Aéreo, ou simplesmente Piquiatuba, é uma empresa de táxi aéreo paraense que mantém voos regulares diários para várias cidades do Pará, Amazonas, Roraima, Mato Grosso e Amapá em sistema de ligações sistemáticas.

## História
Operando há 07 anos na Região da Amazônia Legal, a Piquiatuba Transportes Aéreos, uma Empresa genuinamente paraense (Santarém), recebeu autorização da ANAC para ofertar serviços de transporte de não regulares de passageiros e cargas com muita eficiência e segurança em linhas sistemáticas.
O início da Empresa deu-se em 2005, com a realização do sonho do Empresário Armando Amancio da Silva, que empreendeu um investimento em 02 (duas) aeronaves monomotores com capacidade para 05 passageiros, visando atender o mercado local. Em 25 de Janeiro de 2010 a Piquiatuba Taxi Aéreo perdeu uma de suas aeronaves, um Embraer Bandeirante, em um acidente no município de Senador José Porfirio no Pará. Nesse acidente morreram o comandante da aeronave e um passageiro, empresário conhecido do estado do Pará, dois ficaram em estado gravíssimo e os outros seis ocupantes tiveram ferimentos leves.  Hoje a Empresa possui uma frota de 22 (vinte e duas ) aeronaves, dentre as quais aeronaves turbo-hélice, sendo 04 Cesnna Grand Caravan e 02 Embraer Brasília, entre eles o famoso PT-SOK, EMB120 mais novo do mundo, o penúltimo fabricado.
Em Julho de 2017 a companhia encerrou suas operações no programa Voa Piauí e suspendeu por 6 mesas seus voos sistemáticos no Pará.

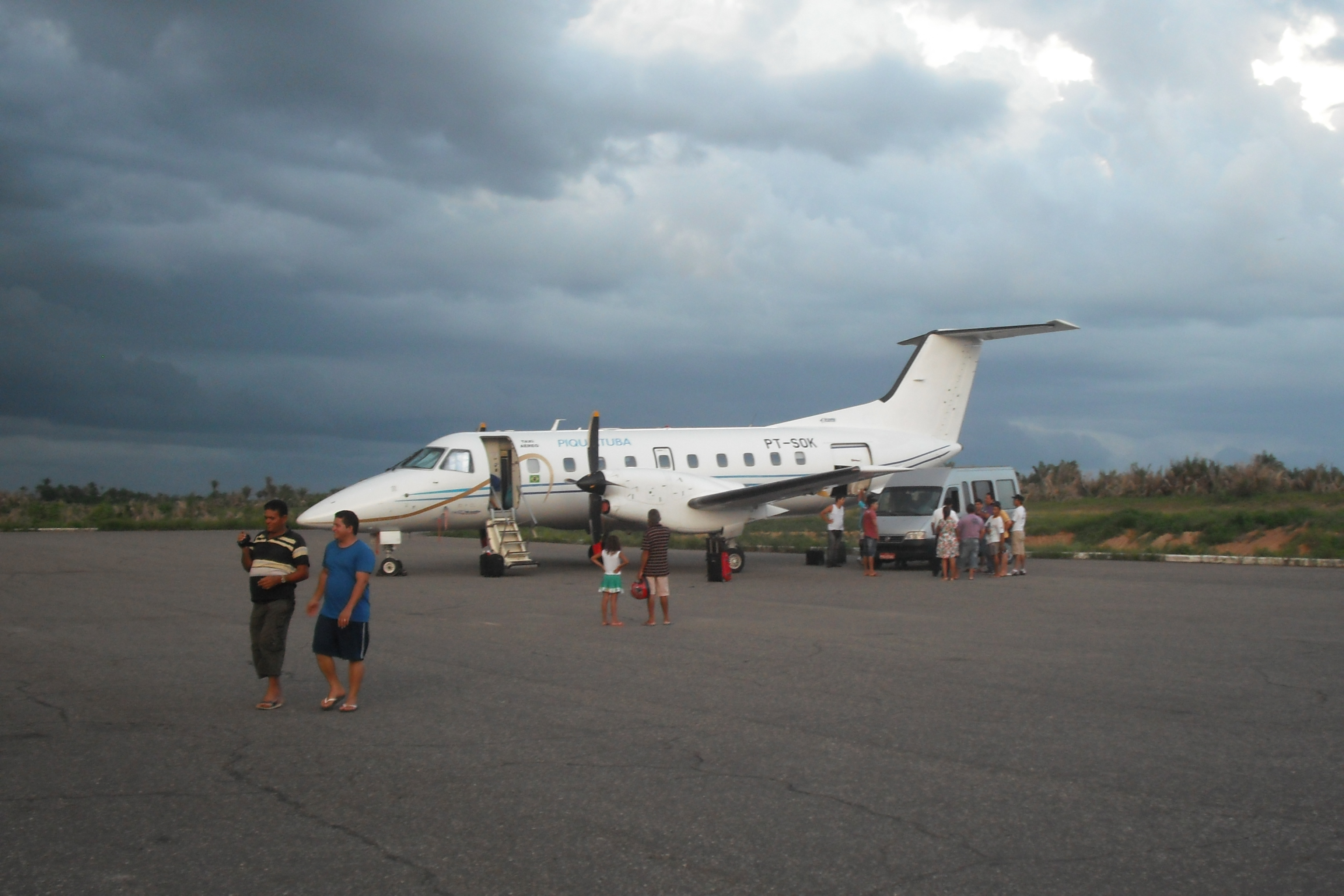
Embraer 120 da Piquiatuba estacionado no Aeroporto Regional João Silva

## Frota
| Aeronave                 | Capacidade | Prefixo |
| ------------------------ | ---------- | ------- |
| Cessna 208 Caravan       | 9 pax      | PR-DNA  |
| Cessna 208 Caravan       | 9 pax      | PT-MES  |
| Cessna 208 Caravan       | 9 pax      | PR-VTR  |
| Cessna 208 Caravan       | 9 pax      | PP-AMZ  |
| Embraer EMB-120 Brasília | 30 pax     | PT-SOK  |
| Embraer EMB-120 Brasília | 30 pax     | PR-MDP  |